# RS Puppis
RS Puppis (sau RS Pup) este o stea variabilă cefeidă aflată la aproximativ 6.000 de ani-lumină distanță, în constelația Pupa.